# 余家湖街道
余家湖街道，是中华人民共和国湖北省襄阳市襄城区下辖的一个乡镇级行政单位。

## 行政区划
余家湖街道下辖以下地区：
钱营社区、水洼社区、黄龙观村、贺店村、曹湾村、曾垴村、周营村、枣林村、莫康村、赵庄村、李刘集村、王树岗村、涂沟村和黄龙观良种场村。